# Битва при Вальсе
Битва при Вальсе произошла 25 февраля 1809 года, во время Пиренейских войн, являющихся частью наполеоновских войн, между французскими войсками под командованием Лорана де Гувиона Сен-Сира и испанскими войсками под командованием Теодора фон Рединга. Битва проходила недалеко от города Вальс в Испании в Каталонии, и закончилась победой французов. Генерал Рединг был смертельно ранен во время кавалерийской атаки на французскую кавалерию.

## Битва
Во время сражения 15 февраля 1809 года левое крыло Рединга было отрезано французской атакой от основных сил. Вместо того, чтобы нанести ответный удар по войскам Суама, Рединг решил вернуть эту отрезанную армию. Планируя встретиться со своими северными частями, Рединг покинул Таррагону, имея при себе только 2 тыс. пехотинцев и большую часть кавалерии. По пути он успешно встретился с отрядом, охранявшими проход в Санта-Кристина, и отрядом в Санта-Крусес. Обладая достаточно сильным войском, он продолжил путь в город Санта-Колома, где встретился со своим ранее отрезанным левым крылом. Теперь у Рединга было в общей сложности почти 20 тыс. солдат. Решив защитить Таррагону, он послал 4-5 тыс. солдат для защиты Игуалады и поспешил домой с оставшимся войском. Сен-Сир, зная о передвижениях Рединга, заблокировал два прямых пути возвращения в Таррагону. Рединг, зная, что Суам занял позицию в городе Вальс, всё же решил пойти по этому маршруту. Идя в основном по ночам, Рединг ещё до рассвета привёл свою армию к мосту в трёх километрах от города.
В этот момент авангард Рединга начал перестрелку с солдатами из дивизии Суама. Оба командира, понимая, что пришло время битвы, поспешили расставить своих людей на позиции. Суам вывел остальную часть своей дивизии из Вальса и поставил их к северу от города. Рединг, решив, что силы противника незначительные, переправил авангард и бо́льшую часть центра через реку, пока французская дивизия, наконец, не дрогнула и не отступила в Вальс. В этот момент большинство его солдат и багажный обоз пересекли мост, но он, тем не менее, решил дать своим людям длительный перерыв. Сен-Сир, узнав об атаке позже в тот же день, бросился в Вальс с 7-м итальянским драгунским полком, а также с итальянской дивизией, которая, впрочем, задержалась на шесть часов, прежде чем присоединиться к французским войскам в Вальсе. Увидев приближение Сен-Сира с итальянской кавалерией, Рединг отвёл свои силы назад через реку в оборонительную позицию. По прошествии трёх часов итальянская дивизия наконец догнала Сен-Сира, который построил свои войска в боевой порядок и пересёк реку под непрерывным обстрелом. Когда французские колонны приблизились к испанским шеренгам, испанцы начали спасаться бегством. Единственный рукопашный бой произошёл, когда Рединг со своей кавалерией атаковал левую колонну, но тут же встретился с итальянскими драгунами. В последующем рукопашном бою Рединг получил три смертельных ранения.